# Argiacris keithi
Argiacris keithi är en insektsart som beskrevs av Gurney 1971. Argiacris keithi ingår i släktet Argiacris och familjen gräshoppor. Inga underarter finns listade i Catalogue of Life.